# Pyrilia
Pyrilia Bonaparte, 1856 è un genere della famiglia degli Psittacidi.

## Descrizione
Il genere raggruppa alcuni pappagalli caratterizzati da colorazioni accese e variegate della testa, del collo e della parte alta del petto, mentre il resto del piumaggio è normalmente verde.

## Tassonomia
Il genere Pyrilia comprende le seguenti specie:
- Pyrilia aurantiocephala (Gaban-Lima, Raposo e Hofling, 2002) - pappagallo calvo
- Pyrilia barrabandi (Kuhl, 1820) - pappagallo guancearancio
- Pyrilia caica (Latham, 1790) - pappagallo dei Caica
- Pyrilia haematotis (Sclater e Salvin, 1860) - pappagallo cappuccino
- Pyrilia pulchra (Berlepsch, 1897) - pappagallo facciarosa
- Pyrilia pyrilia (Bonaparte, 1853) - pappagallo testazafferano
- Pyrilia vulturina (Kuhl, 1820) - pappagallo vulturino